# Filip Houška
Filip Houška (20 giugno 2001) è un pentatleta ceco.

## Biografia
Si è messo in mostra a livello giovanile laureandosi campione del mondo junior nella staffetta maschile con Matouš Tůma e campione continentale junior con Lucie Hlavackova.
Ai mondiali di Alessandria d'Egitto 2022 ha ottenuto il bronzo in staffetta con Matouš Tůma.

## Palmarès
- Mondiali

Alessandria d'Egitto 2022: bronzo a in staffetta;